# Jakub Ulewicz
Jakub Ulewicz (ur. 30 marca 1967 w Poznaniu, zm. 27 czerwca 2023) – polski aktor.

## Życiorys
Syn pary aktorskiej Krystyny Rutkowskiej-Ulewicz i Wacława Ulewicza. Był absolwentem VII Liceum Ogólnokształcącego im. Zofii Nałkowskiej w Krakowie (matura 1985). W 1989 ukończył studia na Wydziale Aktorskim PWST im. Ludwika Solskiego w Krakowie.
Zaraz po skończeniu studiów, w latach 1989–1993 był związany z Teatrem Nowym w Poznaniu, gdzie w 1991 zadebiutował w roli Kopyrdy w spektaklu Ferdydurke Witolda Gombrowicza w reż. Waldemara Śmigasiewicza. Następnie występował w teatrach: im. Wojciecha Bogusławskiego w Kaliszu (1993–1998) i Polskim w Poznaniu (1998–2004). Od roku 2004 związał się z Teatrem Polskim w Bydgoszczy.
Zmarł nagle. Pochowany w grobowcu rodzinnym na Cmentarzu Powązkowskim w Warszawie.

## Filmografia
- 1987: Śmierć Johna L. – maturzysta
- 1989: Dzieci Arbatu – student
- 1989: Do piachu... – Kiliński
- 1994: Trzewiki szczęścia – Herold
- 1994: Śmierć jak kromka chleba – górnik
- 1997–2018: Klan – 2 role: właściciel restauracji (sezon 2003/2004); lekarz urolog badający Antoniego Zabużańskiego, wspólnika Jerzego Chojnickiego (sezon 2004/2005)
- 1998: Ekstradycja 3 – policjant (odc. 5)
- 1998: Czyściec – Michał
- 1999: Pierwszy milion – ksiądz
- 2000: 13 posterunek 2 – (odc. 38)
- 2001: Miasteczko – brat księdza Andrzeja (odc.42)
- 2002–2007: Na dobre i na złe – kierowca (odc. 119, 248), mężczyzna (odc.306)
- 2002: Sfora: Bez litości – policjant
- 2003–2017: M jak miłość – klient w myjni (odc. 195), Andrzej, mąż Agaty (odc.594), lekarz (odc. 1020, 1031, 1032, 1098, 1283)
- 2003–2018: Na Wspólnej – 5 ról: celnik (odcinki: 507); mechanik; właściciel mieszkania; pieszy; lekarz Cyranek (odcinki: 2412, 2435)
- 2004: Oficer – taksówkarz (odc. 1)
- 2004: Glina – policjant na Dworcu Centralnym (odc. 11)
- 2004–2008: Kryminalni – policjant (odc. 1, 4, 16, 17, 26, 27, 30, 35, 50, 55, 76, 87, 91)
- 2004: Mój Nikifor – kelner
- 2004–2018: Pierwsza miłość – 2 role: klient Moniki Wagner, doradcy finansowego w Powiatowym Urzędzie Pracy we Wrocławiu; doktor A. Rajczak, lekarz neurolog w Szpitalu im. J. Nowakowskiego we Wrocławiu, u którego doszło do niedowładu w wyniku urazu mózgu, którego doznał po dotkliwym pobiciu go przez Zbigniewa Prusa
- 2005: Smok z oxy
- 2005–2011: Plebania – kierowca (odc. 582), kierowca limuzyny (odc.896), szef (odc. 1793)
- 2005–2006: Egzamin z życia – właściciel hali (odc. 8), mężczyzna (odc. 69)
- 2005–2007: Fala zbrodni – technik-patolog (odc. 36), „Doktor” (odc. 82, 83)
- 2005: Anioł Stróż – klient w restauracji (odc. 3)
- 2006 – 2007: Kopciuszek – agent ubezpieczeniowy
- 2007: Odwróceni – policjant (nie występuje w napisach) (odc. 7)[5]
- 2007: Niania – sprzedawca (odc. 62)
- 2007–2009: Tylko miłość – policjant z Wydziału Ruchu Drogowego, który zatrzymał do kontroli samochód należący do Rafała Roznera
- 2008: Wydział zabójstw – policjant z wydziału narkotykowego (odc. 31)
- 2008: Trzeci oficer – oficer dyżurny (odc .12)
- 2008: Skorumpowani – konwojent CBŚ (w napisach inicjał imienia: K.)
- 2008: My cichociemni. głosy żyjących – konduktor
- 2008: I kto tu rządzi? – ojciec (odc. 42)
- 2008–2009: Czas honoru – (odc. 11, 18)
- 2008: 39 i pół – policjant (odc. 13)
- 2009–2016: Barwy szczęścia – lekarz (odc. 270, 277, 292, 308, 1145), doktor Zadrzyński (odc. 1419, 1420, 1427, 1428, 1439)
- 2009: Generał Nil –Sekretarz Bieruta
- 2010–2016: Ojciec Mateusz – klient agencji matrymonialnej (odc.53), Roman Płoński, właściciel „Euro-Oil” (odc. 75), Sudecki, dyrektor fabryki (odc. 189)
- 2010: Lincz – sędzia
- 2011: Linia życia – ojciec Martyny Gawlik
- 2011: Układ Warszawski – oficer dyżurny (odc. 7, 13)
- 2011: Usta usta – Stefan (odc. 27)
- 2011: Hotel 52 – kierowca limuzyny (odc. 33)
- 2012: Supermarket – funkcjonariusz SW
- 2012: Prawo Agaty – pracodawca (odc. 2)
- 2012: Na krawędzi – lekarz (odc. 7)
- 2013: Lekarze – szef prywatnej kliniki (odc. 35)
- 2015: Przyjaciółki – położnik (odc. 63)
- 2015: Ameryka – warszawiak
- 2016: Komisja morderstw – mąż (odc. 10)
- 2016: Szpital dziecięcy – Karol Magoń, ojciec Jasia (odc. 6)
- 2017: Druga szansa – laryngolog (seria 3, odc. 7)
- 2017: Blondynka – brat Felczerowej (odc. 72, 74)
- 2018: Korona królów – mężczyzna (odc. 12)
- 2018: Komisarz Alex – ratownik (odc. 134)
- 2023: Korona królów. Jagiellonowie – Wincenty Granowski (odc. 16–19, 26, 68, 78)

## Nagrody
- 1989: nagroda aktorska za rolę Aloszy Karamazowa w „Braciach” na VII Ogólnopolskim Przeglądzie Spektakli Dyplomowych Szkół Teatralnych w Łodzi
- 1994: wyróżnienie za rolę Billy’ego w „Locie nad kukułczym gniazdem” Wassermana w Teatrze im. Wojciecha Bogusławskiego w Kaliszu na XXXIV Kaliskich Spotkaniach Teatralnych
- 1995: wyróżnienie dyrektora Teatru im. Wojciecha Bogusławskiego w Kaliszu